# 蘭格巴赫河
51°25′35.2″N 8°20′57.3″E / 51.426444°N 8.349250°E
蘭格巴赫河（德語：Langer Bach），是德國的河流，位於該國西部，處於北萊茵-威斯特法倫州，屬於韋斯特河的支流，流經瓦爾施泰因，河道全長4.2公里，流域面積5平方公里。